# Bogenausleger
Der Bogenausleger (auch Bogenauslage oder Bogenableger) ist ein Begriff aus der Drucktechnik  und bezeichnet jene  Vorrichtung an Bogendruckmaschinen, in der die Bogen nach dem Druck abgelegt und gestapelt werden. Die bedrückten Bögen werden vom Kettenausleger vom letzten Druckwerk abgenommen und zum  Stapeln auf einem Papierwagen mit Rollen oder einer Transportpalette abgelegt.
In Bogendruckmaschinen werden Druckbogen von einem Bogenanleger über die Druckwerke zum Bogenausleger transportiert und dort abgelegt. Dabei muss jeder Bogen aus der maximalen Fördergeschwindigkeit in eine Ruhelage abgebremst und zugleich aus einer schwebenden Lage auf den Stapel abgesenkt werden. Um zu verhindern, dass der nachfolgende Bogen auf die Hinterkante des gerade auszulegenden Bogens trifft, befinden sich im Bogenausleger Blasvorrichtungen, die den auszulegenden Bogen nach unten drücken.
Um einen sauberen Stapel zu erzielen, befinden sich im Bogenausleger in Druckrichtung vorne und hinten fixe Bogenanschläge, seitlich werden die abgelegten Bogen von oszillierenden Anschlägen während der Schwebephase genau ausgerichtet. Die Anschläge müssen vor dem Auflagendruck auf das jeweilige Papierformat eingestellt werden. Die vorderen Anschläge sind schwenkbar, um während des laufenden Auflagendrucks Probebögen entnehmen („ziehen“) zu können. Der Papierwagen ist absenkbar an Ketten aufgehängt. Bei Beginn des Auflagendrucks befindet er in höchster Position und senkt sich während des Fortdrucks laufend, damit der Abstand zwischen oberstem abgelegten Bogen und dem sich öffnenden Greifer des Kettenauslegers konstant bleibt. Das Absenken des Papierstapels geschieht automatisch, die Steuerung erfolgt in der Regel über Fotozellen.
Im Bogenausleger befindet sich auch die Trockenbestäubungsanlage, die das Abliegen der Druckbögen verhindern soll.
Moderne Bogenausleger sind mit einem „Non-Stop-System“ ausgestattet, damit der Stapel mit bedruckten Bögen aus der Maschine entfernt werden kann, ohne den Auflagendruck zu unterbrechen.